# 曹鹏

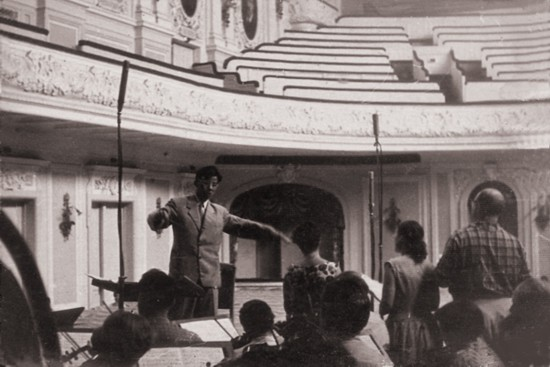
1960年，曹鹏在苏联莫斯科排练中国作品音乐会

曹鹏（1925年12月22日—），男，又名灿蕴，江苏江阴人，中国指挥家，中國共產黨黨員。

## 生平
早年就读于江阴辅延小学、华墅中学、南菁中学。1944年2月参加革命，1945年6月参加新四军，在江南从事抗日宣傳工作。1944年2月参加新四军；1945年10月曹鵬随军北撤至淮阴，入华中建设大学，后再随军北撤至山东临沂以及渤海；1946年7月加入中国共产党；1947年進入山东大学文艺系学习；后任部队文工团指挥；1949年4月随华东军区文工团进驻上海，同年担任上海电影制片厂乐团队长兼指挥；1952年被调往北京电影制片厂乐团。1955年留学苏联，入莫斯科柴可夫斯基音乐学院，期间曾多次举行交响音乐会，并曾于1960年指挥全苏广播乐团举办中国作品音乐会，是次为历史上首次在海外演出的“中国交响音乐作品”专场音乐会，这也是小提琴协奏曲《梁祝》等作品在国外的首次演出。1961年回国，此后曾担任上海交响乐团指挥和音乐顾问，上海乐团总监兼首席指挥，上海室内乐团团长兼首席指挥等；还担任上海音乐学院指挥系硕士生导师，上海大学音乐学院名誉院长等，并曾率领上海多所职业乐团在世界各国的访问演出。1995年，曹鵬从上海交响乐团离休。
曹鹏平時重视交响音乐知识的宣传与普及。1980年代起频繁举办交响乐讲座；担任了上海市大学生（交大）和上海市中学生（南模）交响乐团的艺术总监、首席指挥；2005年创办了中国大陆第一个非职业交响乐团——上海城市交响乐团。此外，曹鹏還參與過关心自闭症儿童群体的活動。

## 获奖与荣誉
曹鹏曾獲得国务院表演艺术突出贡献个人、全国文化系统先进工作者、全国最美志愿者、全国助残先进个人、2019感动上海年度人物等各種榮譽。